# Pedro Rocha Neves
Pedro Rocha Neves, meglio noto come Pedro Rocha (Vila Velha, 1º ottobre 1994), è un calciatore brasiliano, attaccante del Remo.

## Caratteristiche tecniche
È un'ala sinistra.

## Carriera

### Club
Ha esordito il 9 settembre 2017 con la maglia dello Spartak Mosca in un match vinto 1-0 contro il Rubin.

## Statistiche

### Presenze e reti nei club
Statistiche aggiornate al 10 giugno 2023.
| Stagione                    | Squadra                     | Campionato                  | Campionato | Campionato | Coppe nazionali | Coppe nazionali | Coppe nazionali | Coppe continentali | Coppe continentali | Coppe continentali | Altre coppe | Altre coppe | Altre coppe | Totale | Totale | Totale |
| Stagione                    | Squadra                     | Comp                        | Pres       | Reti       | Comp            | Pres            | Reti            | Comp               | Pres               | Reti               | Comp        | Pres        | Reti        | Pres   | Reti   |        |
| --------------------------- | --------------------------- | --------------------------- | ---------- | ---------- | --------------- | --------------- | --------------- | ------------------ | ------------------ | ------------------ | ----------- | ----------- | ----------- | ------ | ------ | ------ |
| 2013                        | Juventus-SP                 | A2/SP                       | 3          | 2          |                 | -               | -               |                    | -                  | -                  | CP          | 18          | 5           | 21     | 7      |        |
| 2015                        | Grêmio                      | PD/RS+A                     | 4+34       | 1+5        | CB              | 6               | 3               |                    | -                  | -                  |             | -           | -           | 44     | 9      |        |
| 2016                        | Grêmio                      | PD/RS+A                     | 9+22       | 6+3        | CB              | 6               | 3               | CL                 | 3                  | 0                  | PL          | 2           | 0           | 42     | 12     |        |
| 2017                        | Grêmio                      | PD/RS+A                     | 11+15      | 1+3        | CB              | 6               | 3               | CL                 | 8                  | 4                  |             | -           | -           | 40     | 11     |        |
| Totale Grêmio               | Totale Grêmio               | Totale Grêmio               | 95         | 19         |                 | 18              | 9               |                    | 11                 | 4                  |             | 2           | 0           | 126    | 32     |        |
| 2017-2018                   | Spartak Mosca               | PL                          | 11         | 1          | CR              | 2               | 0               | UCL+UEL            | 1+0                | 0                  |             | -           | -           | 14     | 1      |        |
| 2018-2019                   | Spartak Mosca               | PL                          | 1          | 0          | CR              | 2               | 0               | UCL+UEL            | 0+2                | 0                  |             | -           | -           | 5      | 0      |        |
| Totale Spartak Mosca        | Totale Spartak Mosca        | Totale Spartak Mosca        | 12         | 1          |                 | 4               | 0               |                    | 3                  | 0                  |             | -           | -           | 19     | 1      |        |
| 2019                        | Cruzeiro                    | M1/MG+A                     | 2+23       | 0+2        | CB              | 6               | 2               | CL                 | 2                  | 0                  |             | -           | -           | 33     | 4      |        |
| 2020                        | Flamengo                    | A/RJ+A                      | 4+5        | 1+0        | CB              | 2               | 0               | CL                 | 0                  | 0                  | SB+RS       | 0           | 0           | 11     | 1      |        |
| 2020-2021                   | Spartak-2 Mosca             | 1D                          | 15         | 4          |                 | -               | -               |                    | -                  | -                  |             | -           | -           | 15     | 4      |        |
| 2021                        | Athl. Paranaense            | A                           | 20         | 4          | CB              | 6               | 0               | CS                 | 3                  | 2                  |             | -           | -           | 29     | 6      |        |
| 2022                        | Athl. Paranaense            | A                           | 6          | 0          | CB              | 4               | 1               | CS                 | 6                  | 1                  | RS          | 0           | 0           | 16     | 2      |        |
| Totale Athletico Paranaense | Totale Athletico Paranaense | Totale Athletico Paranaense | 26         | 4          |                 | 10              | 1               |                    | 9                  | 3                  |             | 0           | 0           | 45     | 8      |        |
| 2022                        | Fortaleza                   | A                           | 13         | 3          | CB              | 0               | 0               |                    | -                  | -                  |             | -           | -           | 13     | 3      |        |
| 20223                       | Fortaleza                   | PD/CE+A                     | 5+0        | 1          | CB              | 0               | 0               | CL+CS              | 0                  | 0                  | CdN         | 4           | 0           | 9      | 1      |        |
| Totale Fortalaeza           | Totale Fortalaeza           | Totale Fortalaeza           | 18         | 4          |                 | 0               | 0               |                    | 0                  | 0                  |             | 4           | 0           | 22     | 4      |        |
| Totale carriera             | Totale carriera             | Totale carriera             | 203        | 37         |                 | 40              | 12              |                    | 25                 | 7                  |             | 24          | 5           | 292    | 61     |        |

## Palmarès

### Club

#### Competizioni statali
- Campionato Mineiro: 1

Cruzeiro: 2019
- Campionato Carioca: 1

Flamengo: 2020
- Campionato Cearense: 1

Fortaleza: 2023

#### Competizioni nazionali
- Coppa del Brasile: 1

Grêmio: 2016
- Supercoppa del Brasile: 1

Flamengo: 2020

#### Competizioni internazionali
- Recopa Sudamericana: 1

Flamengo: 2020
- Coppa Sudamericana: 1

Athl. Paranaense: 2021

#### Competizioni regionali
- Copa do Nordeste: 1

Fortaleza: 2024